# Anthelephila ancoriferra
Anthelephila ancoriferra es una especie de coleóptero de la familia Anthicidae.

## Distribución geográfica
Habita en el oeste de Bengala.